# Gietrzwałd (gromada)
Gietrzwałd – dawna gromada, czyli najmniejsza jednostka podziału terytorialnego Polskiej Rzeczypospolitej Ludowej w latach 1954–1972.
Gromady, z gromadzkimi radami narodowymi (GRN) jako organami władzy najniższego stopnia na wsi, funkcjonowały od reformy reorganizującej administrację wiejską przeprowadzonej jesienią 1954 do momentu ich zniesienia z dniem 1 stycznia 1973, tym samym wypierając organizację gminną w latach 1954–1972.
Gromadę Gietrzwałd z siedzibą GRN w Gietrzwałdzie utworzono – jako jedną z 8759 gromad na obszarze Polski – w powiecie olsztyńskim w woj. olsztyńskim na mocy uchwały nr 21 WRN w Olsztynie z dnia 4 października 1954. W skład jednostki weszły obszary dotychczasowych gromad Gietrzwałd, Łajsy, Naglady, Pęglity, Rentyny i Woryty ze zniesionej gminy Gietrzwałd w tymże powiecie. Dla gromady ustalono 16 członków gromadzkiej rady narodowej.
31 grudnia 1961 do gromady Gietrzwałd włączono wsie Naterki, Sząbruk i Uniszewo oraz PGR-y Barwiny, Zofijówka i Młyn Siła ze zniesionej gromady Sząbruk w tymże powiecie.	
21 grudnia 1963 z gromady Gietrzwałd wyłączono PGR Zofiówka, włączając je  do gromady Bartąg w tymże powiecie.
1 stycznia 1966 do gromady Gietrzwałd włączono obszar zniesionej gromady Dajtki w tymże powiecie (bez wsi Dajtki oraz części obszaru wsi Łupstych i lasów państwowych Nadleśnictwa Kudypy).
31 grudnia 1967 z gromady Gietrzwałd wyłączono część obszaru PGL nadleśnictwo Kudypy (3 ha), włączając ją do gromady Jonkowo w tymże powiecie; do gromady Gietrzwałd włączono natomiast część obszaru wsi Naglady (4 ha) z gromady Jonkowo w tymże powiecie.
1 stycznia 1969 do gromady Gietrzwałd włączono część obszaru wsi Woryty (5 ha) z gromady Łukta w powiecie ostródzkim w tymże województwie.
Gromada przetrwała do końca 1972 roku, czyli do kolejnej reformy gminnej. 1 stycznia 1973 w powiecie olsztyńskim reaktywowano gminę Gietrzwałd.
Uwaga: Nie mylić z gromadą Gierzwałd w powiecie ostródzkim.